# Ramage (Schiff)
Die USS Ramage (DDG-61) ist ein Zerstörer der United States Navy und gehört der Arleigh-Burke-Klasse an. Sie wurde benannt nach Vizeadmiral Lawson P. Ramage, einem U-Boot-Kommandanten im Zweiten Weltkrieg.

## Geschichte
Die Ramage wurde 1990 bei Ingalls Shipbuilding in Auftrag gegeben und Anfang 1993 dort auf Kiel gelegt. Nach 13 Monaten im Trockendock und eineinhalb Jahren an der Ausrüstungspier wurde der Zerstörer Mitte 1995 bei der Navy in Dienst gestellt.
1996 verlegte die Ramage ins Mittelmeer. Am 21. Juli 1997 war der Zerstörer schließlich eine der Eskorten für die Constitution, die zu ihrem 200-jährigen Jubiläum in der Massachusetts Bay unter eigenen Segeln fuhr.
1999 verlegte das Schiff daraufhin als Teil der Kampfgruppe um die Theodore Roosevelt ins Mittelmeer und den Persischen Golf. Nach den Terroranschlägen am 11. September 2001 verließ das Schiff Norfolk und lag als Radarvorposten vor New York City. Im Anschluss verlegte die Ramage mit der Roosevelt und nahm an Operation Enduring Freedom teil.
2004 operierte die Ramage wiederum im Mittelmeer, 2006 fuhr sie dann  als Eskorte für die Dwight D. Eisenhower. Anfang 2007 war die Ramage mit der Bunker Hill in die Task Force 150 unter britischer Leitung eingebunden, die vor der Ostküste Afrikas, vor allem am Horn von Afrika für Sicherheit sorgte. Im August 2008 verlegte die Ramage an der Seite der Iwo Jima. 2009 nahm sie an der Übung Joint Warrior im Nordatlantik teil. Am 28. Oktober 2009 lag das Schiff im Hafen der polnischen Stadt Gdynia vor Anker, als drei Schüsse aus einem M240-Maschinengewehr abgefeuert wurden, die ein Lagerhaus am Hafen beschädigten. Kapitän Thomas Williamson erklärte, ein Seemann habe Wartungsarbeiten an der Waffe durchgeführt, wobei sich die Schüsse lösten.
Anfang 2010 wurde der Zerstörer abgestellt, um an der Suche nach dem Wrack und den Flugrekordern des abgestürzten Ethiopian-Airlines-Fluges 409 teilzunehmen. Am 28. Januar entdeckte die Ramage die Signale der „Black Box“.
Im Februar 2014 wurde die Ramage mit der Mount Whitney ins Schwarze Meer verlegt, um während der Olympischen Winterspiele 2014 in Sotschi insgesamt 600 Marineinfanteristen bereitzuhalten.